# Аутопут А1 (Босна и Херцеговина)
Ауто-пут A1 је ауто-пут у Босни и Херцеговини, који је дио паневропског коридора 5ц. Ауто-пут ће се градити проширивањем магистралног пута 5, све до магистралног пута 17, гдје ће ауто-пут кренути у другом смјеру.
Ауто-пут пролази кроз сљедећа мјеста (правац сјевер-југ):
| Хрватски Ауто-пут A5             |                                                    |
| Гранични прелаз Свилај           |                                                    |
| Свилај – Добој-југ               | 59 км                                              |
| Добој-југ – Зеница-југ (Дривуша) | 68 км                                              |
| Зеница-југ – Јошаница            | 53 км                                              |
| Путарина Јошаница                |                                                    |
| Сарајевска заобилазница          | 8 км                                               |
| Путарина Влаково                 |                                                    |
| Влаково – Тарчин                 | 20 км                                              |
| Тарчин – Јабланица               | 26 км                                              |
| Јабланица – Мостар-сјевер        | 32 км                                              |
| Мостар-сјевер – Почитељ          | 37 км                                              |
| Почитељ – Бијача                 | 21 км, дионица Кравице – Бијача (5 км) је отворена |
| Путарина Бијача                  |                                                    |
| Гранични прелаз Бијача           |                                                    |
| Хрватски Ауто-пут A10            |                                                    |